# Andriy Vasylyuk
Andriy Vasylyuk é um ciclista ucraniano nascido a 29 de agosto de 1987. Estreiou como profissional no ano 2007 com a equipa Ukraine Neri Sottolo e uniu-se à equipa Kolss em 2010. Actualmente milita no Yunnan Lvshan Landscape.

## Palmarés
2010
- 3º no Campeonato da Ucrânia Contrarrelógio

2013
- Campeonato da Ucrânia Contrarrelógio
- 1 etapa dos Cinco Anéis de Moscovo

2014
- Campeonato da Ucrânia Contrarrelógio

2015
- Podlasie Tour

2016
- Campeonato da Ucrânia Contrarrelógio
- 1 etapa da Volta ao Lago Qinghai
- Tour de Ribas

2017
- 2º no Campeonato da Ucrânia Contrarrelógio

2019
- Chabany Race[1]
- Horizon Park Classic
- 2º no Campeonato da Ucrânia Contrarrelógio